# Hedysarum lehmannianum
Hedysarum lehmannianum är en ärtväxtart som beskrevs av Aleksandr Andrejevitj Bunge. Hedysarum lehmannianum ingår i släktet buskväpplingar, och familjen ärtväxter. Inga underarter finns listade i Catalogue of Life.